# Biblioteca livre

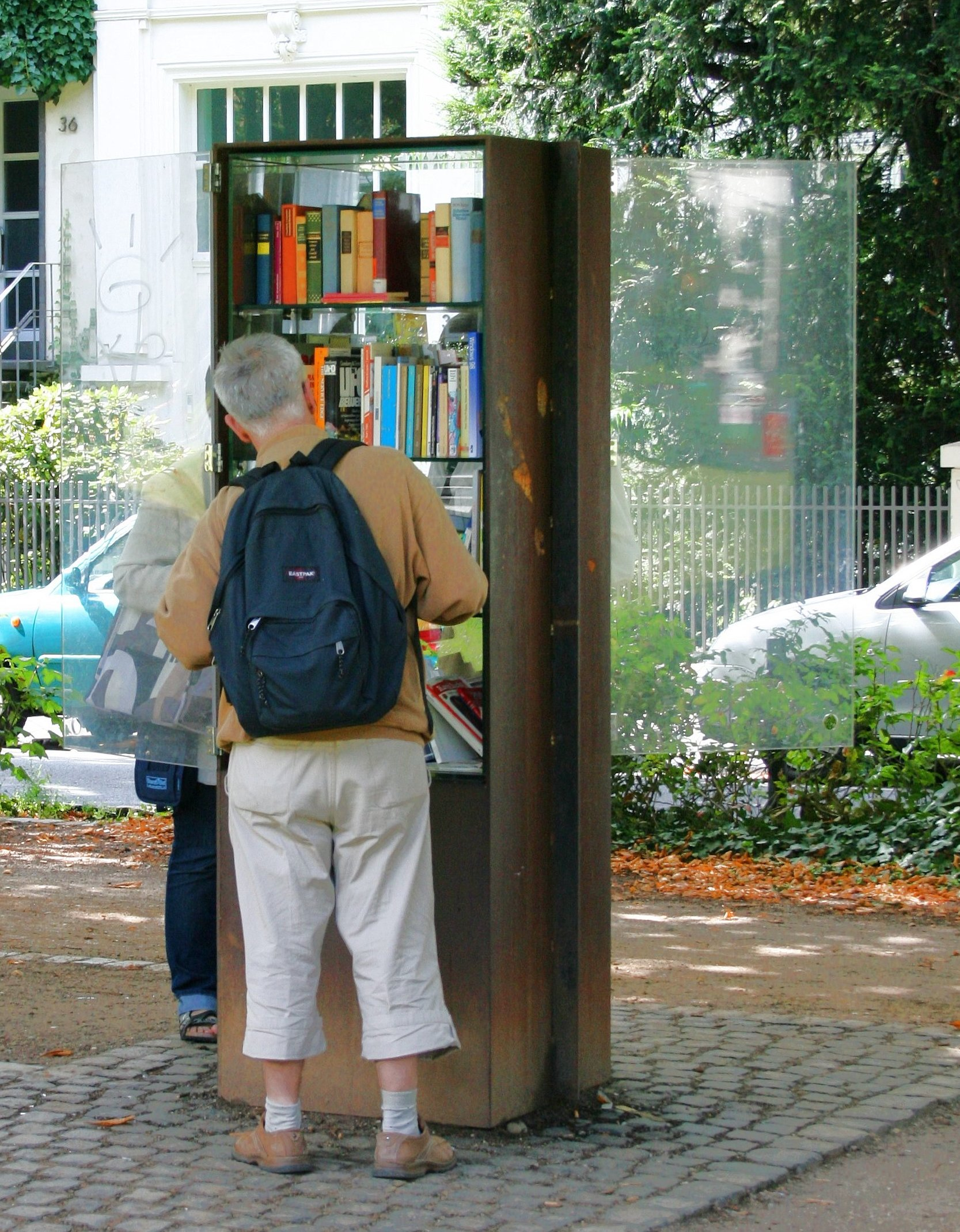
Biblioteca livre em uso, Bonn, Alemanha (2008).

Uma biblioteca livre é um armário que pode ser utilizado de forma livre e anónima para a troca e armazenamento de livros, sem o rigor administrativo associado às bibliotecas formais. Quando em locais públicos, estes armários têm um design robusto e à prova de intempéries, estando sempre disponíveis. No entanto, os armários instalados em edifícios públicos ou comerciais podem ser estantes simples e não modificadas e só podem estar disponíveis durante determinados períodos.

## Origem
Intimamente aliada ao conceito BookCrossing, as estantes públicas originais foram concebidas como atos artísticos. Exemplos muito antigos são as criações da dupla de artistas performáticos Clegg & Guttmann em 1991. Coleções de estantes foram concebidas como “bibliotecas gratuitas ao ar livre” em Darmstadt e Hannover, na Alemanha, no final da década de 1990.
Em 2002, a Fundação Comunitária de Bonn concedeu financiamento a Trixy Royeck para a sua ideia "livros ao ar livre– livros abertos" que ela enviou enquanto estudava design de interiores em Mainz e desde então o conceito foi amplamente replicado. Uma estante pública foi inaugurada em 2010 em Viena, Áustria. Em Basileia, Suíça, onde muitas cafeterias e outros locais abrigam estantes abertas, uma estante pública foi inaugurada em junho de 2011.
As estantes abertas são financiadas por uma ampla gama de organizações (indivíduos, fundações, Lions Clubes, associações cívicas e assim por diante). Os visitantes das estantes decidem quais livros depositar e emprestar, e se devem devolver ou trocar os livros emprestados por outros.

## Uso e aceitação
Se uma estante pública tiver uma localização central e acessível e for abastecida com material suficiente, as estantes públicas serão rápida e amplamente apreciadas. O vandalismo tem ocorrido em alguns locais e, em casos de sucesso, é combatido por “patrocinadores de estantes” que dedicam o seu tempo e atenção ao cuidado do acervo.
A aceitação, motivação e perfil dos utilizadores de bibliotecas livres foram examinados em 2008 por um estudo da Universidade de Bonn. Verificou-se que o sistema desenvolveu-se como uma alternativa notável às livrarias convencionais. Não se pode equiparar as bibliotecas livres à clássica troca entre pares, mas elas certamente representam a transferência voluntária de bens. Os utilizadores inquiridos também indicaram acreditar que a utilização regular de bibliotecas livres poderia funcionar como exemplo para esquemas semelhantes para outros bens desejáveis. Esta aceitação levou a uma rápida disseminação das bibliotecas livres em toda a Alemanha. Verificou-se que a construção durável e a resistência às tempestades promovem o uso sustentado. Em dezembro de 2023, existiam 3.400 destas bibliotecas na Alemanha.
Na América do Norte, as bibliotecas livres têm sido criticadas por serem, na sua maioria, colocadas de forma redundante em bairros de pessoas mais ricas e com maior escolaridade, onde já existem bibliotecas públicas tradicionais de alta qualidade nas proximidades.

## Variantes
Na Nova Zelândia, várias cidades instalaram "Bibliotecas Lilliput" (em homenagem à pequena ilha fictícia das Viagens de Gulliver) que consistem em armários reaproveitados ou armários fora de casas particulares, que são essencialmente idênticos às estantes públicas. O esquema da Biblioteca Lilliput começou em Dunedin em 2015, e desde então se espalhou-se para mais de 300 Bibliotecas Lilliput em cerca de 40 vilas e cidades em todo o país, bem como em Queensland, Austrália.

## Registos e mapeamento
Na América do Norte, pequenas estantes fechadas, geralmente em frente às residências, tornaram-se comuns em muitas cidades. Algumas delas são adquiridas ou registadas oficialmente na Little Free Library, que foi fundada em 2009. Na Austrália, a Street Library Australia opera de forma semelhante, enquanto na Europa muitas estantes públicas são registadas através do projeto Open Book Case. O projeto de mapeamento OpenStreetMap possui uma etiqueta designada para registar os tipos de locais e mais estantes públicas.

## Galeria

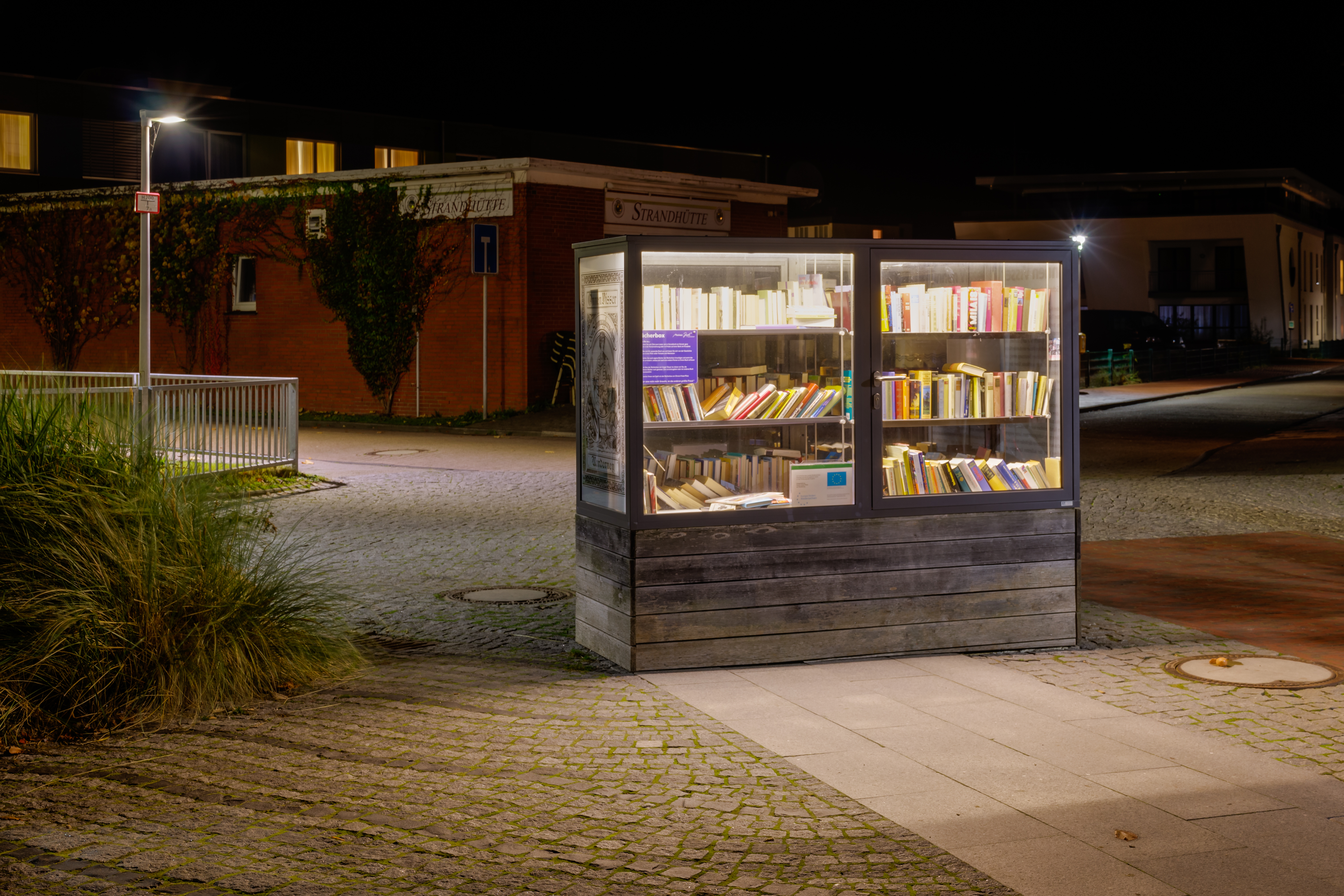
Estante em Onnen-Visser-Platz, Norderney, Baixa Saxónia, Alemanha.
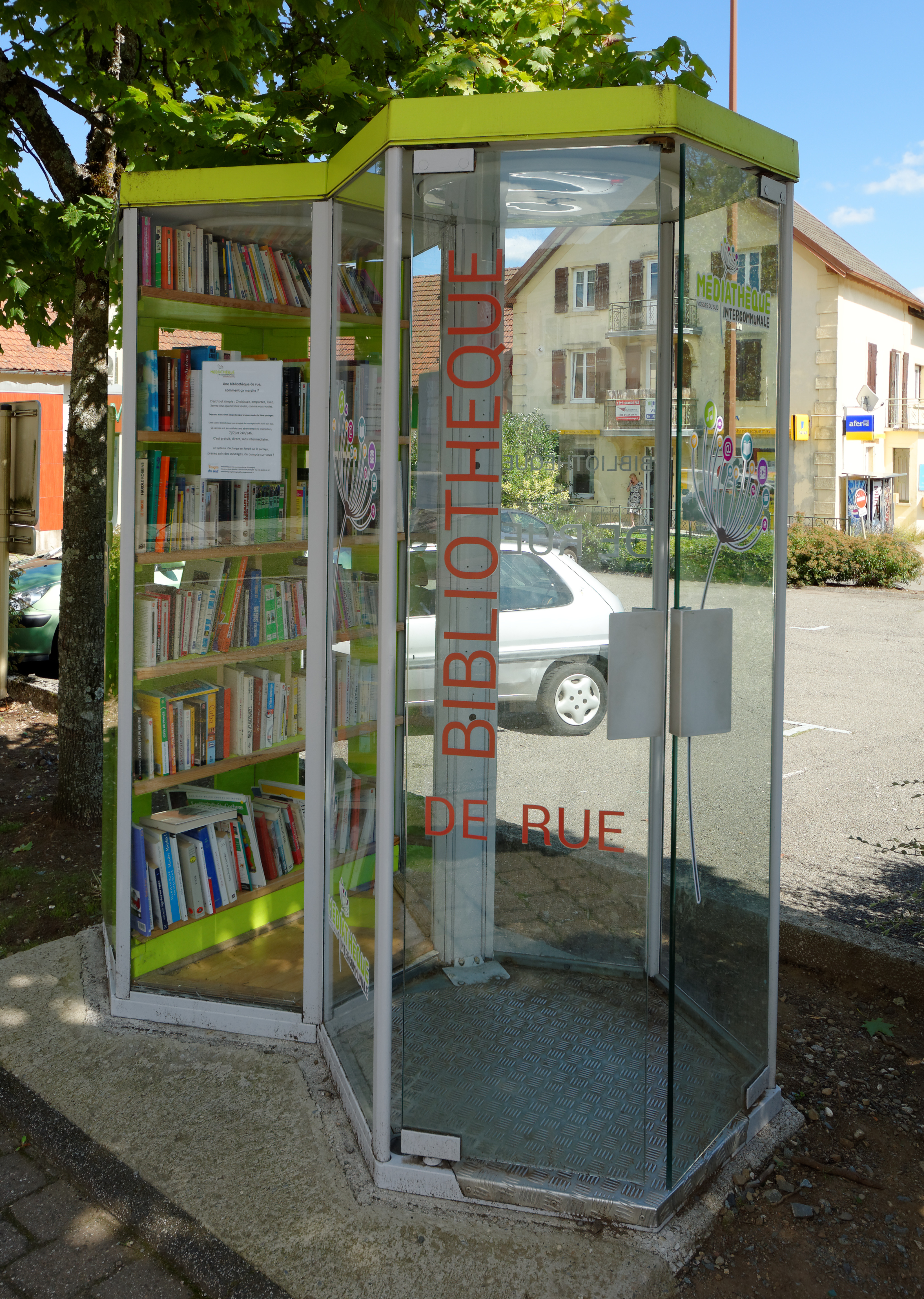
Biblioteca de rua, feita de uma cabine telefónica, em Giromagny, França.
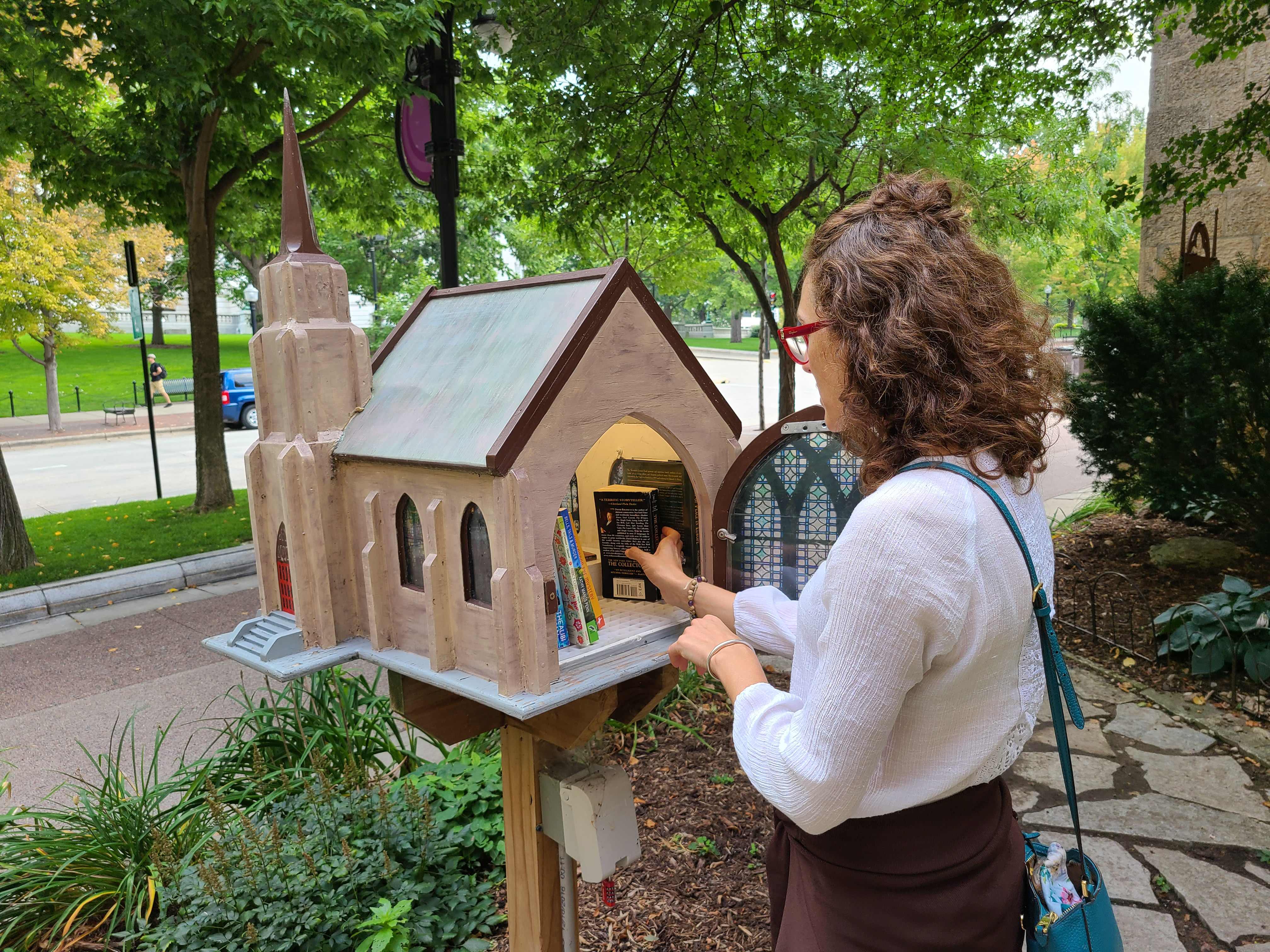
Estante pública na parte de fora da Igreja Episcopal Grace, Madison, Wisconsin.
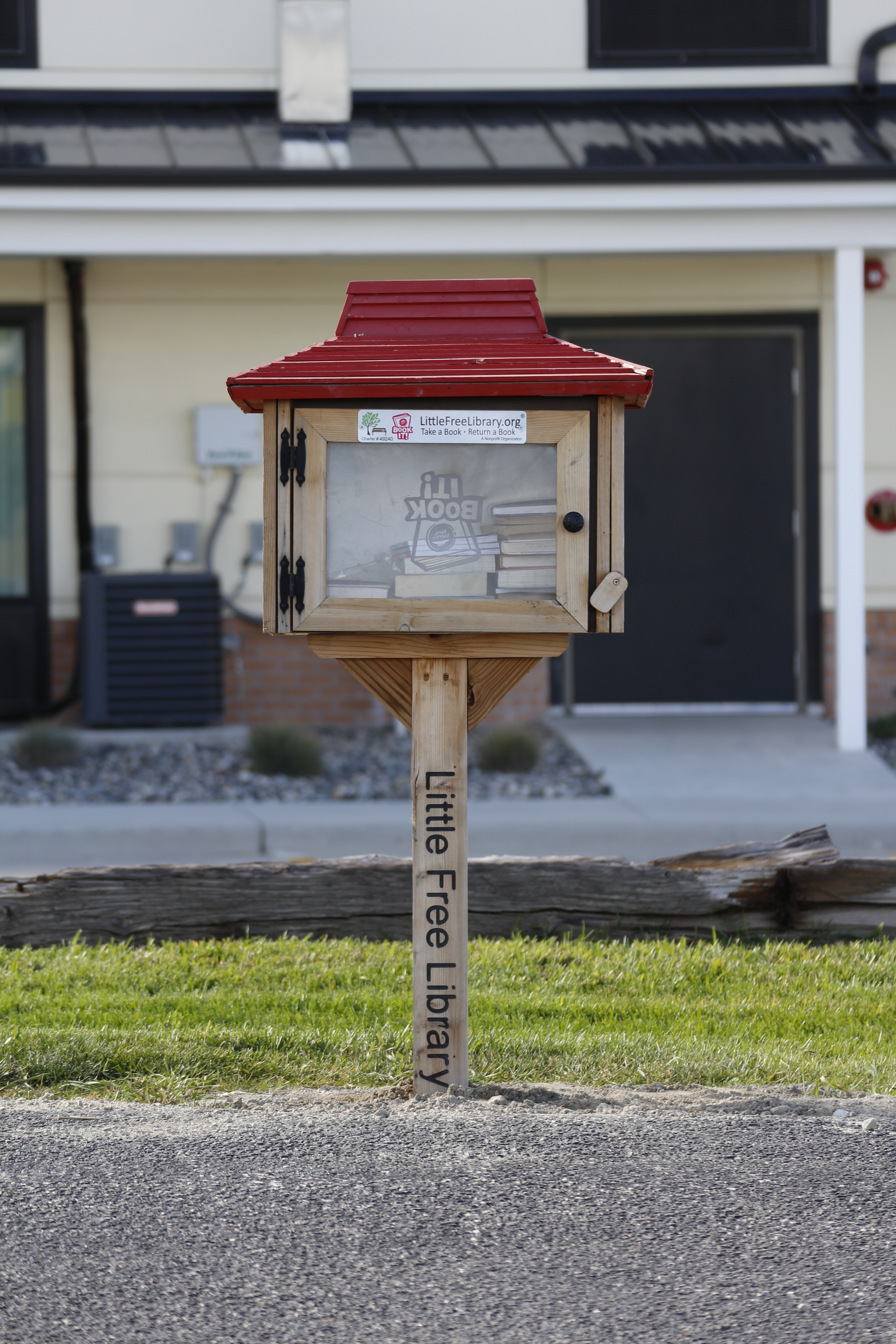
Uma Little Free Library ao estilo Pizza Hut, em Gillette, Wyoming.
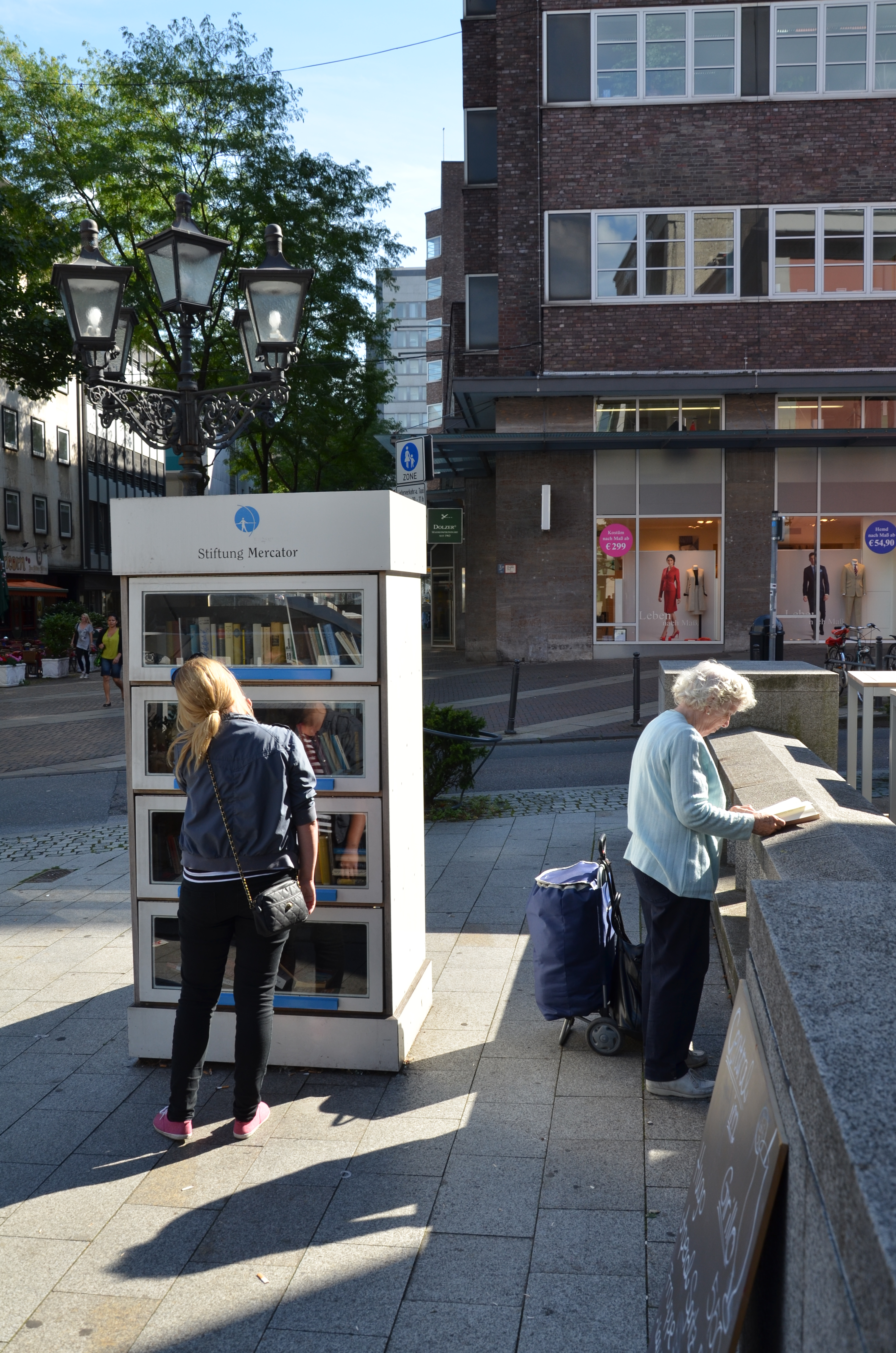
Uma estante pública em Essen, Alemanha.
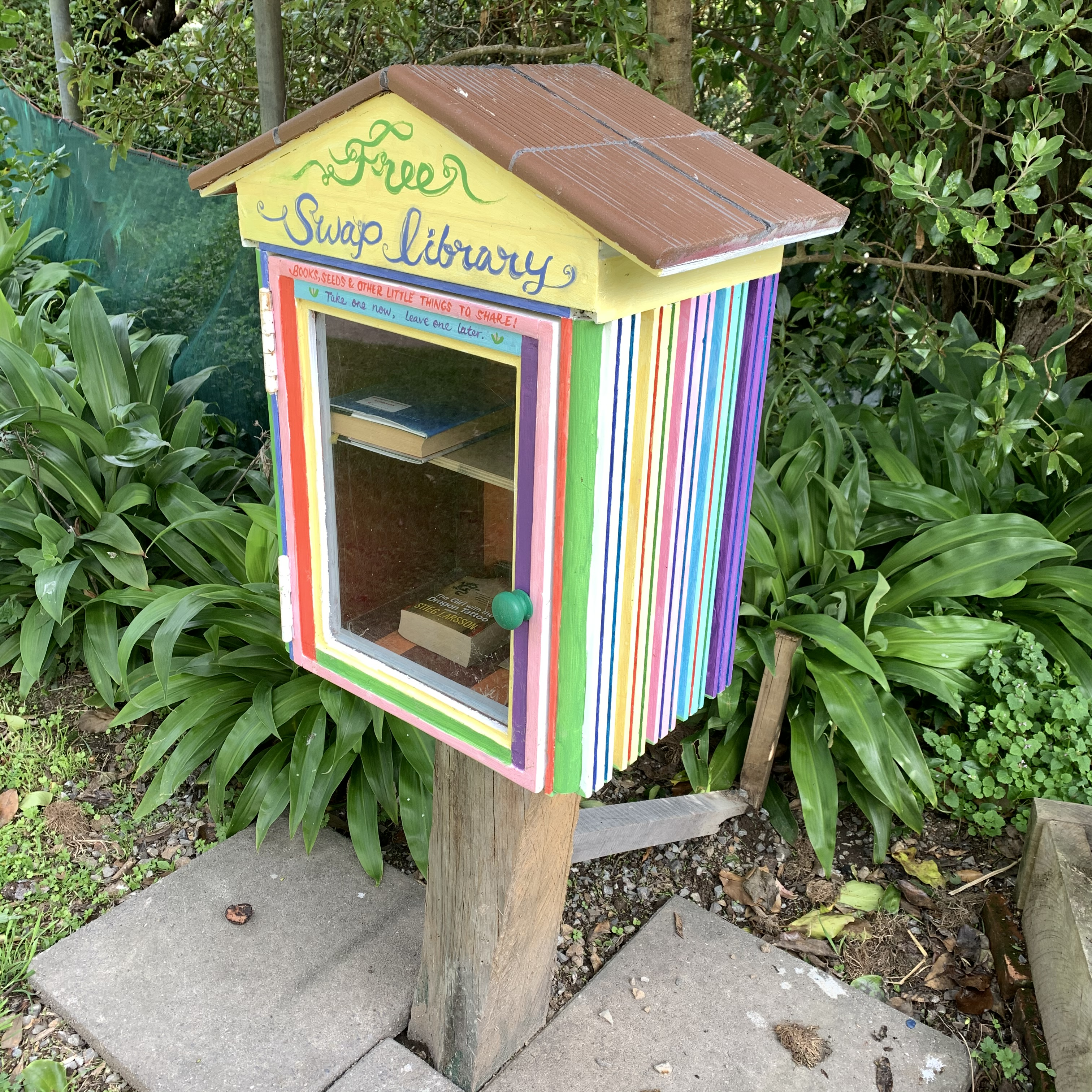
Estante "Free Swap Lilliput Library" em Wellington, Neva Zelândia.
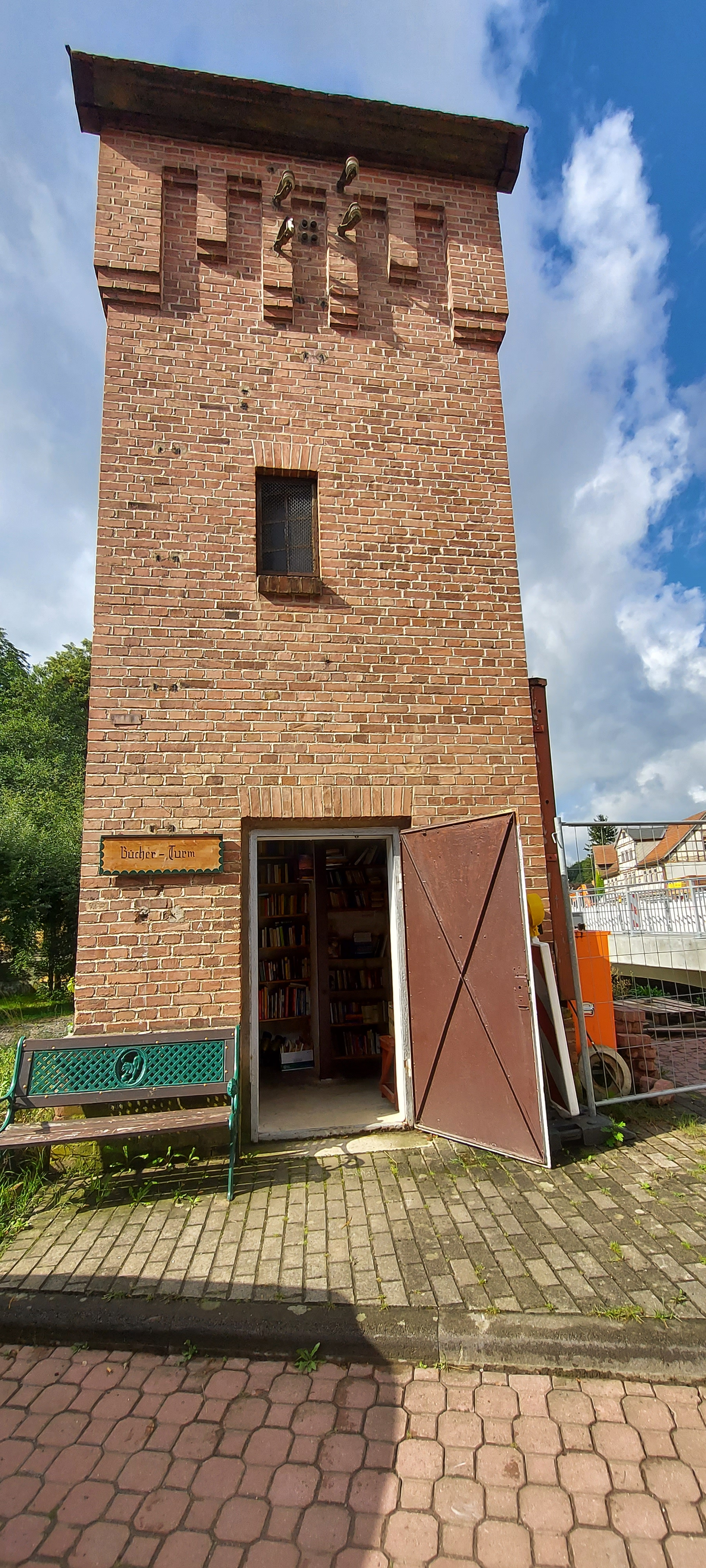
"Estante dos livros"  em Wippra, Alemanha.